# Mannen i grått
Mannen i grått (engelska: The Man in Grey) är en brittisk dramafilm från 1943 i regi av Leslie Arliss. Filmen hade världspremiär den 23 augusti 1943, och hade svensk premiär den 27 mars 1944.
Mannen i grått anses vara det första Gainsboroughmelodramat, filmen fick negativa recensioner från kritikerna men blev en stor kassasuccé, den var en av de tio mest framgångsrika brittiska filmerna 1943.

## Handling
Två främlingar möts på en dödsboauktion i andra världskrigets England, de diskuterar sina familjers historia. I tillbakablickar berättas historien om den vänliga och rika Clarissa och hennes vänskap med den bittra och utfattiga Hesther. Clarissa gifter sig med den stilige men känslokalle markisen av Rohan medan Hesther blir skådespelerska. Efter en tid möts de två igen och Clarissa ger Hesther en plats i sitt hushåll. Hesther inleder en affär med Rohan samtidigt som Clarissa faller för banditen och skådespelaren Rokeby.

## Medverkande
- Margaret Lockwood som Hesther Shaw
- Phyllis Calvert som Clarissa Marr
- James Mason som Lord Rohan
- Stewart Granger som Peter Rokeby
- Harry Scott som Toby
- Beatrice Varley som spådamen
- Raymond Lovell som prinsregenten
- Nora Swinburne som Mrs. Fitzherbert